# Francesi
I francesi (Français in lingua francese) sono un popolo localizzato prevalentemente in Francia e parlanti maggioritariamente il francese (ma anche altre lingue come ad esempio l'occitano). Il nome proviene dai Franchi, un'antica tribù germanica, che acquisì la lingua e la cultura latina, vissuta nell'area dell'attuale Francia prima e dopo la caduta dell'Impero romano d'Occidente.
Considerevoli comunità di parlanti la lingua francese o con antenati francesi sono presenti anche in Svizzera, Stati Uniti, Belgio e Canada. In tutto, se si contano le comunità extraeuropee il numero totale arriva a circa 100 milioni (70 milioni in Europa e 30 nelle Americhe). Ci sono comunque piccole comunità sparse in Asia, Africa e Oceania. Nel primo caso le si individuano in Medio Oriente o nel sud-est asiatico, nel secondo tra i paesi nordafricani. Per quanto riguarda l'Oceania ci sono molti immigrati e/o oriundi francesi negli arcipelaghi appartenenti ancor oggi alla Francia.

## Origini ed etnogenesi
L'origine e la formazione dell'identità biologica della popolazione francese viene fatta risalire alla rivoluzione neolitica, e cioè tra il 4000 e il 2500 a.C., quando la popolazione crebbe da 50.000 a 5 milioni di abitanti. Pare infatti che più di 6.000 anni fa arrivarono agricoltori dal Medio Oriente. Inoltre un recente studio genetico ha scoperto che oltre l'80% dei cromosomi Y dei francesi e degli europei in generale vengono da questi agricoltori.
L'origine dell'identità etnica e nazionale francese la si deve comunque ai Galli, termine con il quale i Romani indicavano le tribù celtiche presenti sui territori dell'attuale Francia,  parte dell'Italia settentrionale e in parte del Centro Europa, che all'epoca erano denominati appunto Gallia, o meglio Gallie. I Galli si stanziarono nell'odierna Francia tra i secoli VIII e V a.C. e vi dominarono sino all'occupazione e la sottomissione all'Impero Romano. Sotto l'occupazione romana, fu avviato un processo di fusione dell'elemento celtico con quello latino, che diede vita alla cultura gallo-romana.
Con la caduta dell'Impero Romano, si aggiunsero immigrazioni di altri popoli, i Franchi e le successive invasioni di tribù barbare quali i Visigoti, i Burgundi e i Normanni, che contribuirono ulteriormente alla formazione dell'identità francese.
Il Medioevo fu il periodo storico in cui effettivamente si formarono la Francia e i francesi, con la nascita della lingua francese, che derivò dalla lingua d'oïl parlata a Parigi e diffusasi rapidamente in tutto il paese, ma soprattutto con il processo di unificazione nazionale avviato nella prima metà del Trecento, e conclusosi definitivamente nel 1477.

## Religioni
Tradizionalmente i francesi erano di religione cattolica, ma attualmente il numero di praticanti è il più basso d'Europa.
Nel corso delle guerre religiose scoppiate in Francia nella seconda metà del Cinquecento, furono numerosi i protestanti sterminati dai cattolici. Attualmente sono oltre 1 milione i francesi di confessione protestante, perlopiù evangelici e pentecostali.

## Comunità di origine francese nel mondo
| Principali comunità francofone e di oriundi francesi nel mondo | Principali comunità francofone e di oriundi francesi nel mondo | Principali comunità francofone e di oriundi francesi nel mondo | Note         |
| -------------------------------------------------------------- | -------------------------------------------------------------- | -------------------------------------------------------------- | ------------ |
| Stati Uniti                                                    | 11,5 milioni (circa 4-5% pop. totale)                          | Franco-americani                                               | [ 5 ]        |
| Canada                                                         | 8 milioni (circa 24% pop. totale)                              | Franco-canadesi                                                | [ 6 ]        |
| Argentina                                                      | 6,8 milioni (circa 18% pop. totale)                            | Franco-argentini                                               | [ 7 ]        |
| Belgio                                                         | 4,2 milioni (circa 40% pop. totale)                            | Valloni                                                        | [ 8 ]        |
| Messico                                                        | 2,0 milioni (circa 1,6% pop. totale)                           | Franco-Messicani                                               | [ 9 ] [ 10 ] |
| Colombia                                                       | 1,3 milioni (circa 11% pop. totale)                            | Franco-colombiani                                              | [ 11 ]       |
| Svizzera                                                       | 1,2 milioni (circa 18% pop. totale)                            | Romandi                                                        | [ 12 ]       |
| Brasile                                                        | 1,0 milioni (circa 0,50% pop. totale)                          | Franco-brasiliani                                              | [ 13 ]       |
| Cile                                                           | 520.000 (circa 3-4% pop. totale)                               | Franco-cileni                                                  | .            |
| Uruguay                                                        | 500.000 (circa 15% pop. totale)                                | Franco-uruguaiani                                              | [ 15 ]       |
| Guatemala                                                      | 350.000 (circa 2% pop. totale)                                 | Franco-guatemaltechi                                           |              |
| Perù                                                           | 255.000 (circa 1% pop. totale)                                 | Franco-peruviani                                               | [ 16 ]       |

Anche se in minor misura rispetto ad altri popoli europei, il popolo francese è stato interessato dal fenomeno dell'emigrazione che durò tra l'inizio del XIX secolo fino alla metà del XX secolo. Nel mondo, sono circa 30 milioni le persone con ascendenza francese, mentre i cittadini francesi residenti fuori dal loro paese, sono circa 2 milioni.
L'emigrazione francese aveva caratteristiche diverse rispetto a quelle di altri paesi, si può affermare che esistevano due tipi di emigrazione, quella economica diretta verso le Americhe (Stati Uniti, Canada, Argentina, Messico, Cile e Uruguay), e quella a scopo di colonizzazione, diretta appunto verso le colonie francesi del Maghreb e dell'Africa sub-sahariana.
Si calcola che tra il 1848 e il 1939 furono 1 milione i cittadini francesi che lasciarono la propria nazione, e la maggior parte di questi provenivano dai Pirenei Atlantici, Senna, Alti Pirenei, Alto e Basso Reno, Alta Garonna e Gironda. Molto meno significativi, e più scarsi, i flussi migratori diretti verso altri paesi europei, concentrati perlopiù verso Belgio e Svizzera.